# Byrżan Kulbekow
Byrżan Kulbekow, kaz. Біржан Амангелдіұлы Құлбеков (ur. 22 kwietnia 1994 w Kazachstanie) – kazachski piłkarz, grający na pozycji obrońcy.

## Kariera piłkarska

### Kariera klubowa
Wychowanek FK Astana, w barwach którego 2015 roku rozpoczął swoją karierę zawodową. Potem występował w klubach Szachtior-Bołat Temyrtau, Szachtior Karaganda, BŻMORSM-8 Astana, FK Ekibastuz i Żengys Astana.

### Kariera reprezentacyjna
W 2016 roku rozegrał jedyny mecz w młodzieżowej kadrze Kazachstanu.

## Sukcesy i odznaczenia

### Sukcesy klubowe
FK Astana
- mistrz Kazachstanu: 2015, 2016
- zdobywca Pucharu Kazachstanu: 2016
- finalista Pucharu Kazachstanu: 2015
- zdobywca Superpucharu Kazachstanu: 2015
- finalista Superpucharu Kazachstanu: 2016